# Paweł Jarzębski
Paweł Jarzębski (ur. 21 kwietnia 1948 w Poznaniu) – polski kontrabasista i basista jazzowy, kompozytor, muzyk sesyjny, wykładowca.

## Kariera muzyczna
Światową karierę rozpoczął na początku lat 70. jako muzyk zespołu Michał Urbaniak's Group z którym nagrał koncertową płytę Live recording z serii Polish Jazz, vol. 24 (1971) i pierwszy zagraniczny album studyjny Parathypus B (1973), który został wysoko oceniony w ankiecie pisma Jazz Podium. Następnie brał udział w koncertach promocyjnych zachodnioniemieckiego krążka zespołu Michał Urbaniak Constellation pt. Super Constellation, który w Stanach Zjednoczonych wydano pod nazwą Fusion. Jako muzyk następnej formacji Michał Urbaniak's Fusion, nagrał w 1974 album Atma oraz wystąpił na Newport Jazz Festival. 
Od 1973 współpracował także ze Zbigniewem Namysłowskim, nagrywając z jego kwintetem jedną z najważniejszych polskich płyt jazzowych, zatytułowaną Winobranie (1973), a także następny album pt. Kujaviak Goes Funky (1975). Ponadto koncertował i nagrywał m.in. z Adamem Makowiczem, Markiem Blizińskim, Januszem Muniakiem, Janem „Ptaszynem” Wróblewskim, Tomaszem Stańką, Tomaszem Szukalskim, Wojciechem Karolakiem, Jerzym Bartzem, Czesławem Bartkowskim, z grupą wokalną Novi Singers, ze Studiem Jazzowym Polskiego Radia, z formacjami Jazz Carriers i S.P.P.T. Chałturnik, a także z supergrupą The Quartet (1977–1980, 2006), którą założył razem z Tomaszem Szukalskim, Sławomirem Kulpowiczem oraz z Januszem Stefańskim i z którą nagrał albumy: The Quartet (1978) i Loaded (1979). Jako muzyk sesyjny nagrywał płyty m.in.: Partity, Wojciecha Młynarskiego (jest to album koncertowy pt. Recital 71, więc w tym przypadku występuje jako muzyk zespołu towarzyszącego, który oprócz niego współtworzyli: Michał Urbaniak, Adam Makowicz, Marek Bliziński i Czesław Bartkowski), Marka Grechuty, Kristiana Schultze i jego zespołu The Bridge, duetu Jan Wallgren i Bengt Ernryd, Kenny’ego Drew, Elżbiety Adamiak, Łucji Prus, Edwarda Vesali, Iriny Milan, Pepe Wilberga czy Scotta Earla Holmana. Zimą 1976 roku uczył gry na instrumencie młodych adeptów sztuki muzycznej na warsztatach jazzowych „Radost '76”, co zostało uwiecznione w filmie dokumentalnym pt. Gramy Standard! w reż. Andrzeja Wasylewskiego.
W latach 80. wyemigrował do Stanów Zjednoczonych, obecnie mieszka w Szwajcarii.